# Moritz Rabinowitz
Moritz Moses Rabinowitz (Rajgród (Polen), 20 september 1887 – Sachsenhausen (Duitsland), 27 februari 1942) was een Noorse zakenman en weldoener. Hij bezat een winkelketen in het zuidwesten van Noorwegen. Rabinowitz, zelf van Joodse afkomst, was een fel bestrijder van antisemitisme. Hij uitte al vroeg zijn zorgen over het groeiende nationaalsocialisme in Duitsland. Een aantal maanden na de Duitse inval in Noorwegen werd hij door de Gestapo aangehouden. Rabinowitz overleed in concentratiekamp Sachsenhausen als gevolg van mishandeling.

## Levensloop
Rabinowitz werd geboren in een Joods gezin in Polen. Hij had twee zussen en een jongere broer. Hij emigreerde in 1909 naar Noorwegen en vond werk als klerk in de havenstad Bergen. In 1911 nam hij een klein café in Haugesund een klein café over. Ook opende hij een kleine winkel. De zaken gingen goed en na verloop van tijd opende hij onder de naam M. Rabinowitz meerdere winkels in het zuidwesten van Noorwegen. Daarnaast begon hij een productiebedrijf en begon een hotel in Haugesund. Rond 1940 had tweehonderdvijftig mensen voor zich werken. De familie bezat een eigen landhuis bij Førdesfjorden dat de naam Jødeland droeg.
Dat hij tot een minderheid behoorde kon niet verhinderen dat Rabinowitz uitgroeide tot een publiek figuur. Hij schreef regelmatig opinieartikelen in de plaatselijke krant waarin hij aandacht vroeg voor werknemersbelangen en noodhulp voor door oorlog getroffen landen. Rabinowitz gaf ook vaak aan goede doelen. Hij was een van de felste tegenstanders van antisemitisme in het Noorwegen van voor de oorlog en uitte al vroeg zijn zorgen over de groei van het nationaalsocialisme in Duitsland. Rabinowitz riep de Noorse regering in 1939 op om de eigen kustverdediging op orde te brengen.
De Duitsers vielen Noorwegen op 9 april 1940 aan. Een dag na de invasie zetten zij voet aan wal in Haugesund. De Gestapo was er op gebrand om Rabinowitz in handen te krijgen. Rabinowitz had verschillende schuilplaatsen langs de kust en verplaatste. Hij kreeg meerdere keren de kans naar Engeland te vluchten, maar besloot te blijven. Hij werd uiteindelijk op 4 december 1940 gegrepen nabij Skånevik, waarschijnlijk doordat medewerkers met wie hij in contact stonden werden geschaduwd. Rabinowitz zat een aantal maanden vast voordat hij met de MS Monte Rosa op 22 mei 1941 naar Duitsland werd overgebracht. Via Stettin kwam hij terecht in concentratiekamp Sachsenhausen. Daar werd hij in een barak met Joden geplaatst, hoewel hij officieel de status had van politieke gevangene. Hij overleed op 27 februari 1942. Als doodsoorzaak werd een longontsteking opgegeven. Medegevangenen getuigden na de oorlog dat hij buiten de barak geschopt en geslagen werd met de dood tot gevolg.
Rabinowitz' broer, dochter, schoonzoon en kleinzoon werden allen vermoord in Auschwitz. Zijn vrouw was kort voor de oorlog al overleden. Rabinowitz' bezittingen, waaronder alle winkels, werden geconfisqueerd door de bezettingsautoriteiten. De waarde van wat overbleef werd na de oorlog geschat op bijna een miljoen kroon. Er waren geen directe erfgenamen meer. De Noorse belastingdienst inde in de jaren daarna bijna de helft van dat bedrag. Bij het opleggen van de erfbelasting gingen de autoriteiten er voor het gemak van uit dat de erfgenamen van Rabinowitz waren overleden in de volgorde die voor de belastingdienst het meest voordelig was, met andere woorden, waardoor de belastingverplichting werd gemaximaliseerd.